# Кетрін (Канзас)
Кетрін (англ. Catharine) — переписна місцевість (CDP) в США, в окрузі Елліс штату Канзас. Населення — 113 особи (2020).

## Географія
Кетрін розташований за координатами 38°55′49″ пн. ш. 99°12′52″ зх. д. / 38.93028° пн. ш. 99.21444° зх. д. (38.930206, -99.214353).  За даними Бюро перепису населення США в 2010 році переписна місцевість мала площу 4,58 км², уся площа — суходіл.

## Демографія
Згідно з переписом 2010 року, у переписній місцевості мешкали 104 особи в 49 домогосподарствах у складі 29 родин. Густота населення становила 23 особи/км².  Було 59 помешкань (13/км²).
Расовий склад населення:
| - 100,0 % — білих |

До двох чи більше рас належало 0,0 %. Частка іспаномовних становила 1,0 % від усіх жителів.
За віковим діапазоном населення розподілялося таким чином: 19,2 % — особи молодші 18 років, 66,4 % — особи у віці 18—64 років, 14,4 % — особи у віці 65 років та старші. Медіана віку мешканця становила 41,5 року. На 100 осіб жіночої статі у переписній місцевості припадало 92,6 чоловіків;  на 100 жінок у віці від 18 років та старших — 104,9 чоловіків також старших 18 років.
Цивільне працевлаштоване населення становило 32 особи. Основні галузі зайнятості: публічна адміністрація — 34,4 %, виробництво — 25,0 %, роздрібна торгівля — 21,9 %, сільське господарство, лісництво, риболовля — 18,8 %.